# Cosmoscarta heroina
Cosmoscarta heroina är en insektsart som beskrevs av William Lucas Distant 1908. Cosmoscarta heroina ingår i släktet Cosmoscarta och familjen spottstritar. Inga underarter finns listade i Catalogue of Life.